# Doris Bures
Doris Bures (Vienna, 3 agosto 1962) è una politica austriaca, ministra dei trasporti dal 2008 al 2014 e successivamente presidente e vicepresidente del Nationalrat.

## Biografia
Quarta di sei figli, Doris Bures nacque a Vienna e crebbe in una casa popolare; quando lei aveva sei anni, suo padre, di professione fabbro, lasciò la famiglia. All'età di quindici anni, Doris cominciò a lavorare per aiutare sua madre a fronteggiare le spese. Dopo aver studiato in un istituto commerciale, trovò occupazione presso uno studio dentistico.
Si avvicinò alla politica nel 1978, prendendo parte alle proteste contro la centrale nucleare di Zwentendorf an der Donau. Nel 1980 fu eletta nella segretaria federale dell'Unione Internazionale della Gioventù Socialista. Nel 1987 venne eletta consigliera nel distretto di Liesing e nel 1990 vinse per la prima volta un seggio all'interno del Nationalrat come esponente del Partito Socialdemocratico. Fu ininterrottamente parlamentare fino al 2007, quando ottenne la carica di Ministro della Cancelleria per le donne, i media e la funzione pubblica nel governo di Alfred Gusenbauer.
In queste vesti, si occupò di una campagna di sensibilizzazione contro la violenza domestica. Suscitò particolari polemiche uno dei manifesti pubblicitari della campagna, che raffigurava una madre e un bambino muniti di elmetto e giubbotto antiproiettile mentre giocavano con il padre. I principali attacchi arrivarono dal Partito della Libertà Austriaco, il cui esponente Karlheinz Klement parlò di "follia di genere".

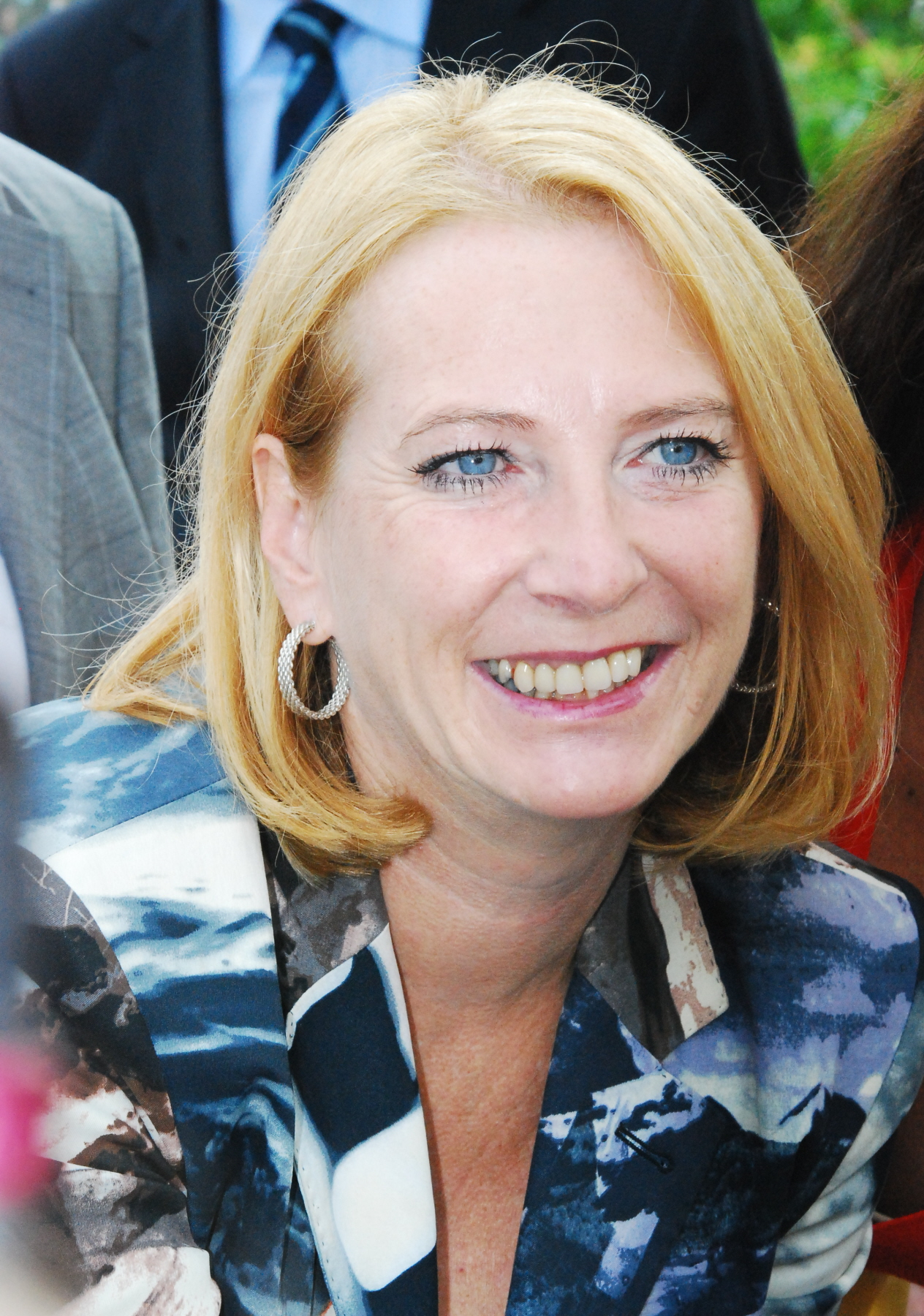
Doris Bures nel 2012

Nel luglio del 2008, Doris Bures lasciò l'incarico per divenire direttore federale del Partito Socialdemocratico. Alcuni mesi più tardi, venne scelta da Werner Faymann come Ministro dei Trasporti, Innovazione e Tecnologia nel suo governo. Venne riconfermata anche nel suo secondo esecutivo. In questo ruolo, che svolse per sei anni, introdusse l'obbligo di casco per i bambini in bicicletta e stoppò il pensionamento anticipato dei ferrovieri delle Österreichische Bundesbahnen. Sostenne inoltre un piano per l'implementazione della banda ultralarga.
Dopo la morte di Barbara Prammer, nel 2014 il Partito Socialdemocratico nominò Doris Bures per la carica di presidente del Nationalrat. Votata a scrutinio segreto, ottenne il 78% delle preferenze e risultò eletta. Tra il mese di luglio del 2016 e il mese di gennaio del 2017, a causa della sentenza della Corte Costituzionale che aveva ordinato la ripetizione delle elezioni presidenziali austriache, Doris Bures ricoprì ad interim la carica di presidente federale insieme a Karlheinz Kopf e Norbert Hofer.
Nel 2017, in seguito alle elezioni parlamentari passò dalla presidenza del Consiglio Nazionale alla sua vicepresidenza. Fu riconfermata anche nel 2019.
Nel 2018 divenne inoltre membro dell'Assemblea parlamentare del Consiglio d'Europa.
Per ventiquattro anni ebbe una relazione con il media manager, Wolfgang Jansky, amministratore delegato del quotidiano Heute. La coppia ebbe una figlia di nome Bettina e si separò nel 2008.
Mentre era ministra, si occupò particolarmente di favorire le pari opportunità e l'avanzamento di donne nelle posizioni di vertice. Questa politica la espose ad una controversia quando un funzionario del ministero, Peter Franzmayr, presentò un esposto sostenendo di essere stato vittima di discriminazione di genere a favore di una collega donna; Franzmayr ottenne dalla Corte amministrativa federale un risarcimento di oltre trecentomila euro. Doris Bures difese il proprio operato sostenendo di aver agito per combattere “la massiccia sotto-rappresentazione delle donne”.